# Lago Pellaifa
El lago Pellaifa, es un lago del sur de Chile de origen glaciar, localizado en la comuna de Panguipulli, Región de Los Ríos. Tiene de 7,2 km² de superficie y es uno de los integrantes del grupo conocido como los Siete Lagos. 

## Ubicación y descripción
El lago se encuentra en la zona precordillerana de la comuna de Panguipulli, a 3 km de la localidad de Coñaripe. Drena por su extremo oriental, por el corto río Llancahue, de solo 5,6 km, el que lo conecta con el lago Calafquén, parte de la cuenca del río Valdivia. 
Está rodeado por cordones precordilleranos con abundante vegetación y bosque nativo. En el extremo este y en la desembocadura del estero Malihue hay una pequeña playa, llamada playa Pellaifa, distante a solo 3 km al sureste del pueblo de Coñaripe.
El Pellaifa presenta numerosos restos de árboles hundidos producto de la subida del nivel del lago tras el terremoto de 1960.

Diagrama unifilar de la cuenca del río Valdivia.

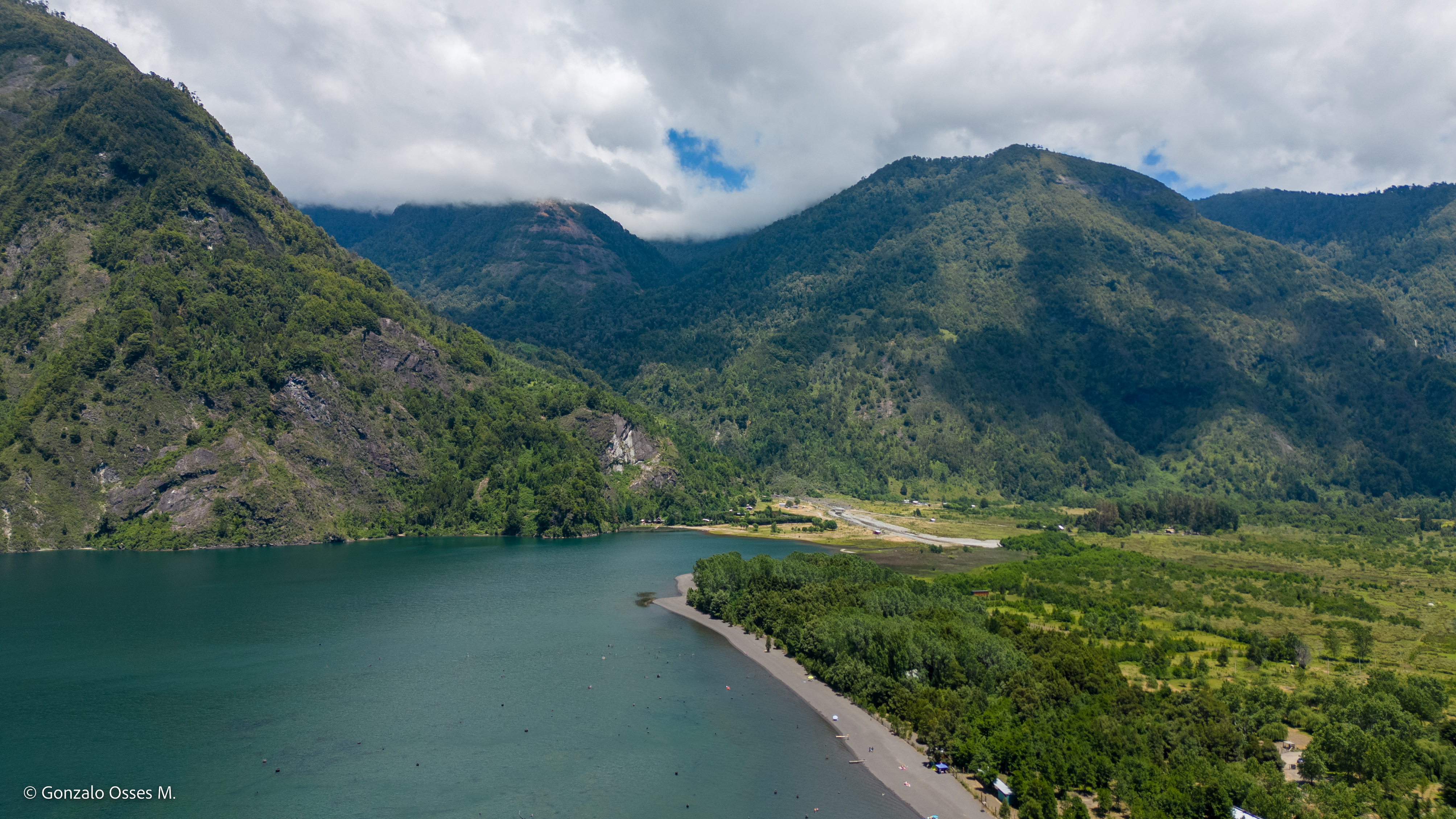
Lago Pellaifa.

## Historia
Recibe su nombre del mapudungun PIllad, escarcha.
Luis Risopatrón lo describe en su Diccionario Jeográfico de Chile: 649 
Pellaifa (Laguna de). 39° 36' 71° 58' Es de mediana estensión i se encuentra a 250 m de altitud, estrechada en su parte W por el delta del rio Llancahué, que ha dejado solamente un angosto i profundo canal al pié de los cerros de la ribera S; desagua hacia el W al lago de Calafquen. 120, p. 321 i 327; 134; i 156; i de Pellaita error tipográfico en 120, p. 57.

## Población, economía y ecología

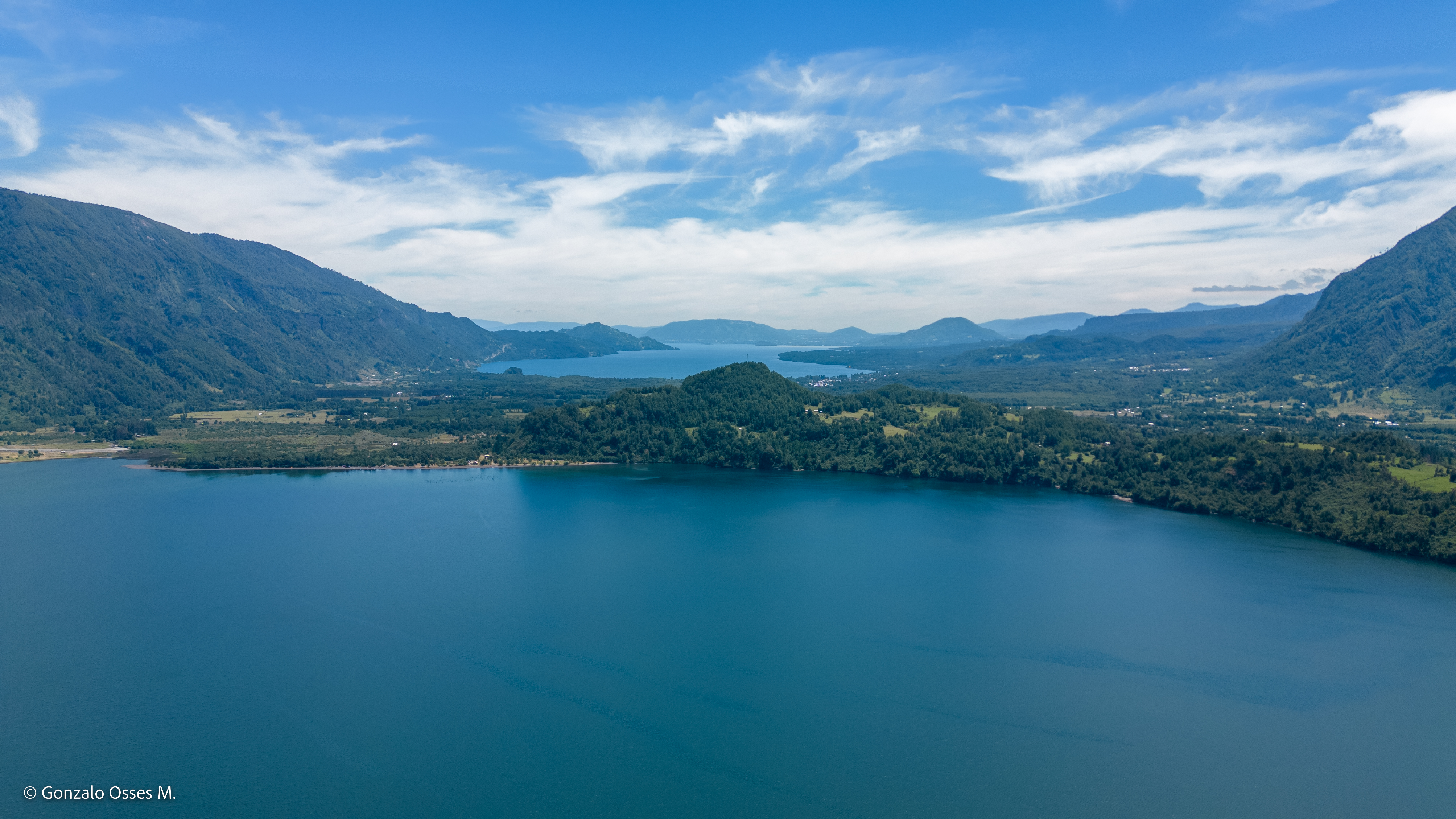